# Delia setiventris
Delia setiventris este o specie de muște din genul Delia, familia Anthomyiidae. A fost descrisă pentru prima dată de Stein în anul 1898. Conform Catalogue of Life specia Delia setiventris nu are subspecii cunoscute.